# Audrey Mestre
Audrey Mestre, född 11 augusti 1974 i Saint-Denis, död 12 oktober 2002 i Bayahibe, var en fransk världsrekordsättare i fridykning.  

## Biografi
Mestre var född i Saint-Denis, Seine-Saint-Denis, i en familj av snorklings- och dykningsentusiaster. Hon började simma när hon var ett litet barn och vann sin första guldmedalj i en 25-meterssimtävling vid två års ålder. Hon var en erfaren dykare vid tretton års ålder, men fick inget fullt certifikat förrän hon var sexton år gammal på grund av fransk lag. I tonåren flyttade hennes familj till Mexico City och hon studerade senare marinbiologi vid ett universitet i La Paz, Mexiko. År 1996 flyttade Mestre till Miami, Florida, där hon började med extrem fridykning och nådde så småningom rekorddjupa vatten. 1999 gifte sig Mestre med Francisco Ferreras, som även var hennes instruktör. År 2000 slog hon rekord när hon fridök på 125 meters djup på ett enda andetag. Året därpå slog hon sitt rekord då hon dök ner till 130 meters djup. 

### Död
Den 4 oktober 2002 började Mestre att testdyka till rekorddjupet på 166 meter i Dominikanska republiken. Åtta dagar senare, den 12 oktober, förberedde sig Mestre för att dyka till 171 meters djup, men nere på botten uppstod problem när ballongen som skulle ta henne till ytan inte blåstes upp. Ett dyk som inte skulle ha tagit mer än tre minuter resulterade i att hon var under ytan i mer än åtta och en halv minut. När teamet lyckats ta hennes medvetslösa kropp till ytan, var det redan för sent, och hon förklarades död på sjukhus. 
År 2006 publicerade Carlos Serra, en tidigare IAFD-partner med Ferreras och med-organiserare vid Mestres ödesdigra rekordförsök, boken The Last Attempt som mottogs positivt både i och utanför fridykningskretsar. I denna bok lägger Serra skulden för Mestres död direkt på Ferreras, praktiskt taget anklagar han honom för ett brott. Enligt Serra var Mestre och Ferreras i oktober 2002 på väg att skiljas efter att ha blivit misshandlad av Ferreras; troligtvis kunde det bero på att Ferreras var avundsjuk på uppmärksamheten som Mestre fick på hans bekostnad. Serra menar att det för att bestraffa sin fru då hon ville lämna honom, medvetet undvek Ferreras att fylla slädens lufttank, en livsviktig del av utrustningen för att försäkra att Mestre kan komma upp till ytan igen. Flera omständigheter har fått Serra att dra slutsatsen att Ferreras hade för avsikt att mörda sin fru, och det har bekräftats av italiensk rätt under ledning av domare Giovanni Falcone.

## Priser och hyllningar
Audrey Mestre blev kremerad och hennes aska blev utspridd till havs. År 2002 fick hon en plats i Women Divers Hall of Fame och i augusti 2004 blev en bok som berättar hennes historia skriven av hennes man och publicerad under titeln The Dive: A Story of Love and Obsession. År 2013 blev Mestres liv och karriär omskrivet i en krönika i ESPN:s No Limits som en del av deras serie Nine for IX.